# سي جي تي إن الوثائقية
سي جي تي إن الوثائقية (سابقا سي سي تي في-9 حتى ديسمبر 2016) هي قناة تلفزيونية صينية مدفوعة تديرها محطة البث الحكومية الصينية تلفزيون الصين المركزي (سي سي تي في) كجزء من مجموعة شبكة تلفزيون الصين الدولية (سي جي تي إن). تبث القناة أفلامًا وثائقية باللغة الإنجليزية.
كانت القناة تشارك اسمها «سي سي تي في-9» مع قناة وثائقية شقيقة تبث بلغة ماندراين الصينية. ومن المعروف أن القناة تبث بعض البرامج بلغة الماندرين بترجمة إنجليزية.

## وصلات خارجية
- الموقع الرسمي
، مع أرشيف الفيديو